# Ercolania felina
Ercolania felina is een slakkensoort uit de familie van de Limapontiidae. De wetenschappelijke naam van de soort is voor het eerst geldig gepubliceerd in 1882 door Hutton.